# Bánh chưng

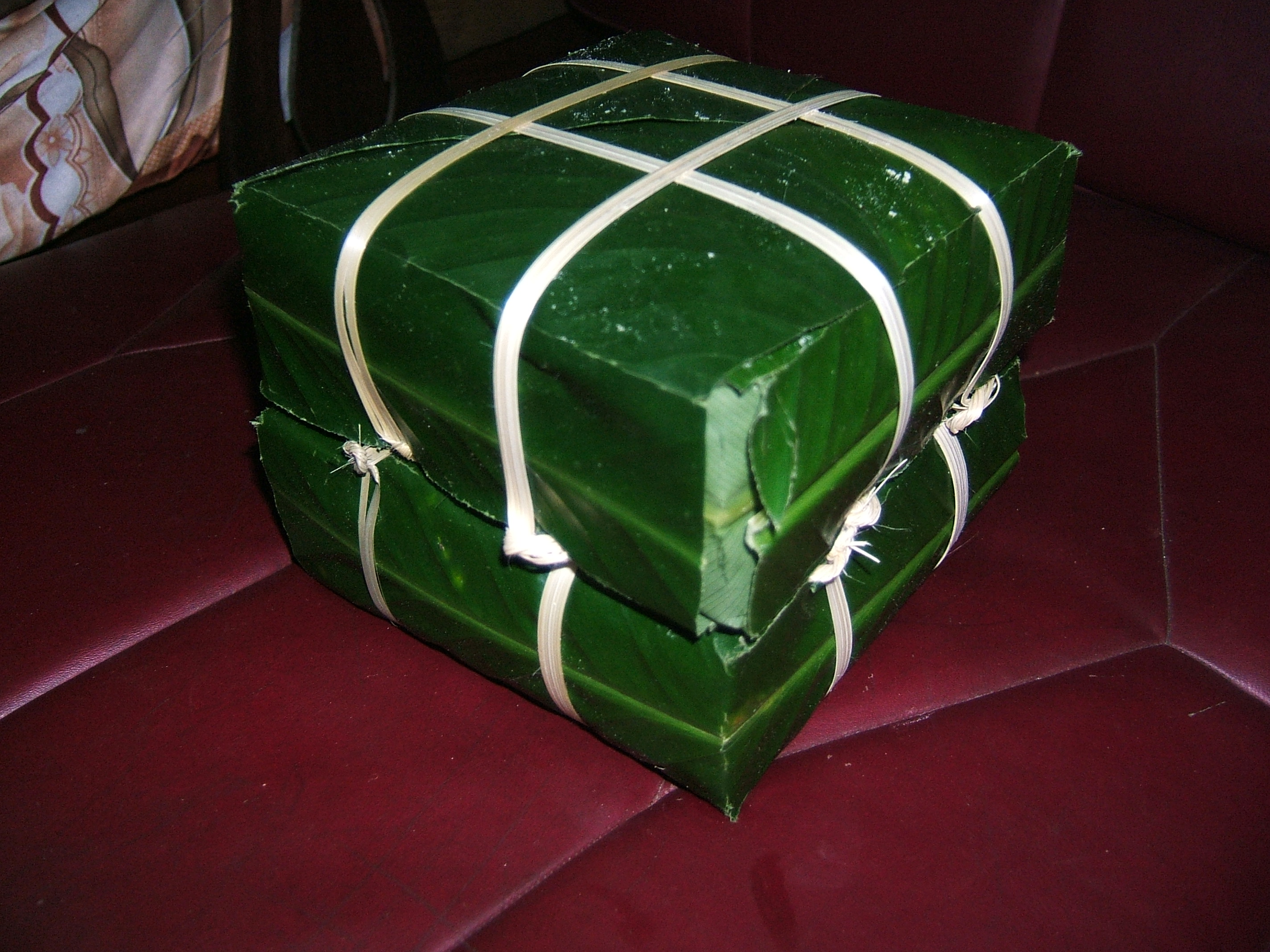
Một cặp bánh chưng vuông chưa luộc được gói bằng khuôn với 4 lá, trong đó có 2 lá bên trong với mặt lá màu xanh thẫm quay vào áp với bề mặt gạo để tạo màu xanh cho bánh, và 2 lá bên ngoài quay mặt xanh thẫm ra ngoài

Bánh chưng ("chưng" trong "chưng cất", nghĩa là hấp nước, nhưng thực tế bánh được nấu bằng cách luộc) là một loại bánh truyền thống của dân tộc Việt nhằm thể hiện lòng biết ơn của con cháu đối với cha ông với đất trời. Nguyên liệu làm bánh chưng gồm gạo nếp, đậu xanh, thịt lợn, lá dong. Bánh thường được làm vào các dịp Mùng 1 Tết Nguyên Đán của dân tộc Việt, cũng như ngày giỗ tổ Hùng Vương (mùng 10 tháng 3 âm lịch)

## Sự tích
Là loại bánh duy nhất có lịch sử lâu đời trong ẩm thực truyền thống Việt Nam còn được sử sách nhắc lại, bánh chưng có vị trí đặc biệt trong tâm thức của cộng đồng người Việt và nguồn gốc của nó về truyền thuyết liên quan đến hoàng tử Lang Liêu vào đời vua Hùng thứ 6. Sự tích trên muốn nhắc nhở con cháu về truyền thống của dân tộc; là lời giải thích ý nghĩa cũng như nguồn cội của Bánh Chưng, Bánh giầy trong văn hóa, đồng thời nhấn mạnh tầm quan trọng của cây lúa và thiên nhiên trong nền văn hoá lúa nước.

Theo cuốn Lĩnh Nam Chích Quái, mục "Truyện bánh chưng" (Chưng bính truyện-蒸餅傳):
Vua Hùng sau khi phá xong giặc Ân rồi, trong nước thái bình, nên lo việc truyền ngôi cho con, mới hội họp hai mươi hai vị quan lang công tử lại mà bảo rằng: "Ai đem lễ vật hợp với ý của ta đến dâng cúng Tiên Vương cho tròn đạo hiếu thì ta sẽ truyền ngôi cho" 
Các lang đua nhau đi tìm các vị trân kỳ, hoặc săn bắn, chài lưới, hoặc đổi chác, đều là của ngon vật lạ, nhiều không biết bao nhiêu mà kể. Duy có lang thứ mười tám tên là Lang Liêu, mẹ hàn vi, đã bị bệnh qua đời rồi, trong nhà lại ít người nên khó bề toan tính, ngày đêm lo lắng, ăn ngủ không yên. Chợt nằm mơ thấy thần nhân bảo rằng: "Trong trời đất không có vật gì quý bằng gạo, vì gạo là vật để nuôi sống con người và có thể ăn mãi không chán, không có vật gì hơn được. Nếu giã gạo nếp gói thành hình tròn để tượng trưng cho Trời và lấy lá gói thành hình vuông để tượng trưng cho Đất, ở trong làm nhân ngon, bắt chước hình trạng trời đất bao hàm vạn vật, ngụ ý công ơn dưỡng dục của cha mẹ, như thế thì lòng cha sẽ vui, nhà ngươi chắc được ngôi quý". Lang Liêu giật mình tỉnh dậy, vui mừng. Chàng lựa những hạt nếp trắng tinh, không sứt mẻ, đem vo cho sạch, rồi lấy lá xanh gói thành hình vuông, bỏ nhân ngon vào giữa, đem luộc chín tượng trưng cho Đất, gọi là bánh chưng. Lại lấy nếp nấu xôi đem quết cho nhuyễn, nhào thành hình tròn để tượng trưng cho Trời, gọi là bánh giầy. Đúng kỳ hẹn, Vua hội họp các con lại để mang lễ vật đến cúng Tổ tiên. Các lang mang tới toàn là sơn hào hải vị, duy chỉ có Lang Liêu đem bánh hình tròn, bánh hình vuông đến dâng. Hùng Vương lấy làm lạ hỏi Lang Liêu, Lang Liêu trình bày như lời thần nhân đã bảo. Vua nếm thử thì thấy vị ngon vừa miệng ăn không chán, phẩm vật của các công tử khác không làm sao hơn được. Vua khen ngợi hồi lâu, rồi lấy lễ vật của Lang Liêu đem cúng tổ tiên. Vua dùng thứ bánh ấy để cung phụng cha mẹ trong các dịp lễ tết cuối năm. Thiên hạ mọi người đều bắt chước theo. Tục này còn truyền cho đến bây giờ, lấy tên của Lang Liêu, gọi là Tết Liệu. Hùng Vương truyền ngôi cho Lang Liêu; hai mươi mốt anh em kia đều chia nhau giữ các phiên trấn, lập làm bộ đảng, trấn thủ những nơi núi non hiểm trở. Về sau, anh em tranh giành lẫn nhau, mỗi người dựng "mộc sách" (hàng rào cây bằng gỗ) để che kín, phòng vệ. Vì thế, mới gọi là Sách, hay là Trại, là Trang, là Phường. Sách, hay Trại, Trang, Phường bắt đầu có từ đây vậy  

## Quan niệm truyền thống

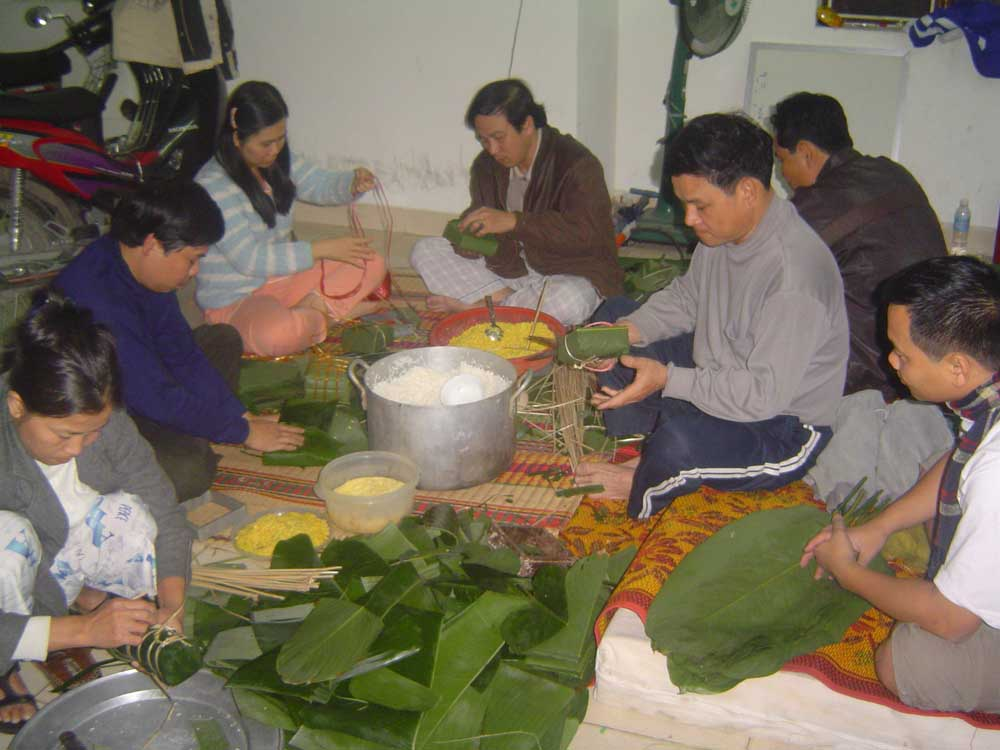
Một gia đình đang gói bánh chưng cho ngày Tết.

Theo quan niệm phổ biến hiện nay, bánh chưng hình vuông tượng trưng cho đất, bánh giầy hình tròn hơi dẹp tượng trưng cho trời. Tuy nhiên theo Giáo sư Trần Quốc Vượng, bánh chưng nguyên thủy có hình tròn và dài, giống như bánh tày (Xứ Đoài, Kinh Bắc, Hưng Hóa) và  bánh tét (miền Nam).
Gói và nấu bánh chưng, ngồi canh nồi bánh chưng trên bếp lửa đã trở thành một tập quán, văn hóa sống trong các gia đình người Việt mỗi dịp tết đến xuân về.

## Nguyên liệu làm bánh

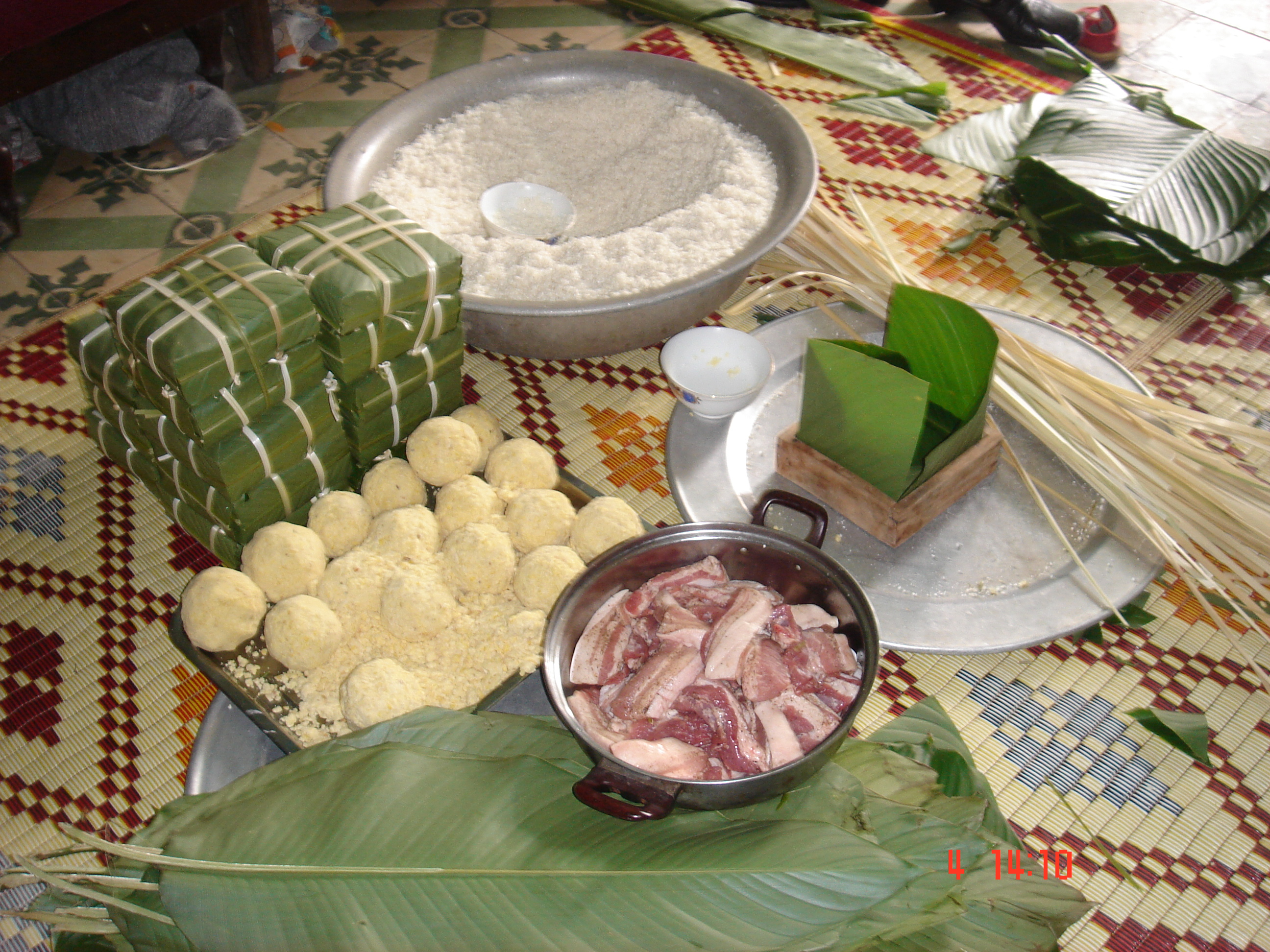
Các thành phần cơ bản và nguyên liệu làm bánh chưng

- Lá để gói: thường là lá cây dong tươi. Lá dong chọn lá dong rừng bánh tẻ, to bản, đều nhau, không bị rách, màu xanh mướt. Tuy nhiên, tùy theo địa phương, dân tộc, điều kiện và hoàn cảnh, lá gói bánh có thể là lá chít[1], lá chuối hay thậm chí cả lá bàng [2].
- Lạt buộc: bánh chưng thường dùng lạt giang được làm từ ống cây giang. Lạt có thể được ngâm nước muối hay hấp cho mềm trước khi gói.
- Gạo nếp: Gạo nếp thường dùng gạo thu hoạch vụ mùa. Gạo vụ này có hạt to, tròn, dẻo đều và mới thu hoạch sẽ thơm dẻo hơn các vụ khác. Nhiều người chọn nếp cái hoa vàng hay nếp nương.
- Đỗ xanh: đỗ thường được lựa chọn công phu, tốt nhất là loại đỗ trồng ở vùng đồi trung du Việt Nam (Thanh Hóa, Nghệ An, Hà Tĩnh, Phú Thọ v.v. sẽ thơm và bở hơn). Sau thu hoạch đỗ cần phơi nắng đều thật khô, sàng sẩy hết rác, bụi, hạt lép, phân loại hạt rồi đóng vào hũ, lọ bằng sành là tốt nhất.
- Thịt: thường là thịt lợn, chọn lợn ỉ được nuôi hoàn toàn bằng phương pháp thủ công (nuôi chuồng hoặc nuôi thả, thức ăn bằng cám rau tự nhiên không dùng thuốc tăng trọng hoặc thức ăn gia súc). Thịt ba chỉ (ba rọi) với sự kết hợp của mỡ và nạc cho nhân bánh vị béo đậm đà, không khô bã như các loại thịt mông, thịt nạc thăn. [cần dẫn nguồn]
- Gia vị các loại: hạt tiêu dùng để ướp thịt làm nhân. Muối dùng để trộn vào gạo, đỗ xanh và ướp thịt. Đặc biệt thịt ướp không nên dùng nước mắm vì bánh sẽ chóng bị ôi, thiu. Ngoài ra một số loại gia vị khác ít phổ biến hơn cũng được sử dụng như thảo quả, tinh dầu cà cuống thường sử dụng tẩm ướp trong nhân bánh tại Hà Nội xưa, tuy nay ít nơi còn cầu kỳ gia thêm loại gia vị này.[cần dẫn nguồn
- Phụ gia tạo màu: bánh chưng với màu xanh của nếp được tạo thành bằng cách quay mặt trên của lá dong, lá chuối (mặt có màu xanh thẫm) vào trong, áp với bề mặt của gạo nếp. Một số nơi còn sử dụng các phụ gia khác như lá dứa hay lá riềng xay nhuyễn vắt lấy nước trộn gạo vừa tạo hương thơm vừa tạo cho bánh có màu xanh ngọc. Một số nhà hàng bất chấp quy định về vệ sinh an toàn thực phẩm còn làm bánh chưng thương mại hóa sử dụng pin đèn cho vào nồi luộc bánh[3]. Một số người nội trợ cho biết kinh nghiệm nấu bánh chưng bằng nồi làm bằng chất liệu tôn (chứ không phải nhôm) giúp bánh xanh mướt mà vẫn an toàn cho sức khỏe.[cần dẫn nguồn]

## Sử dụng

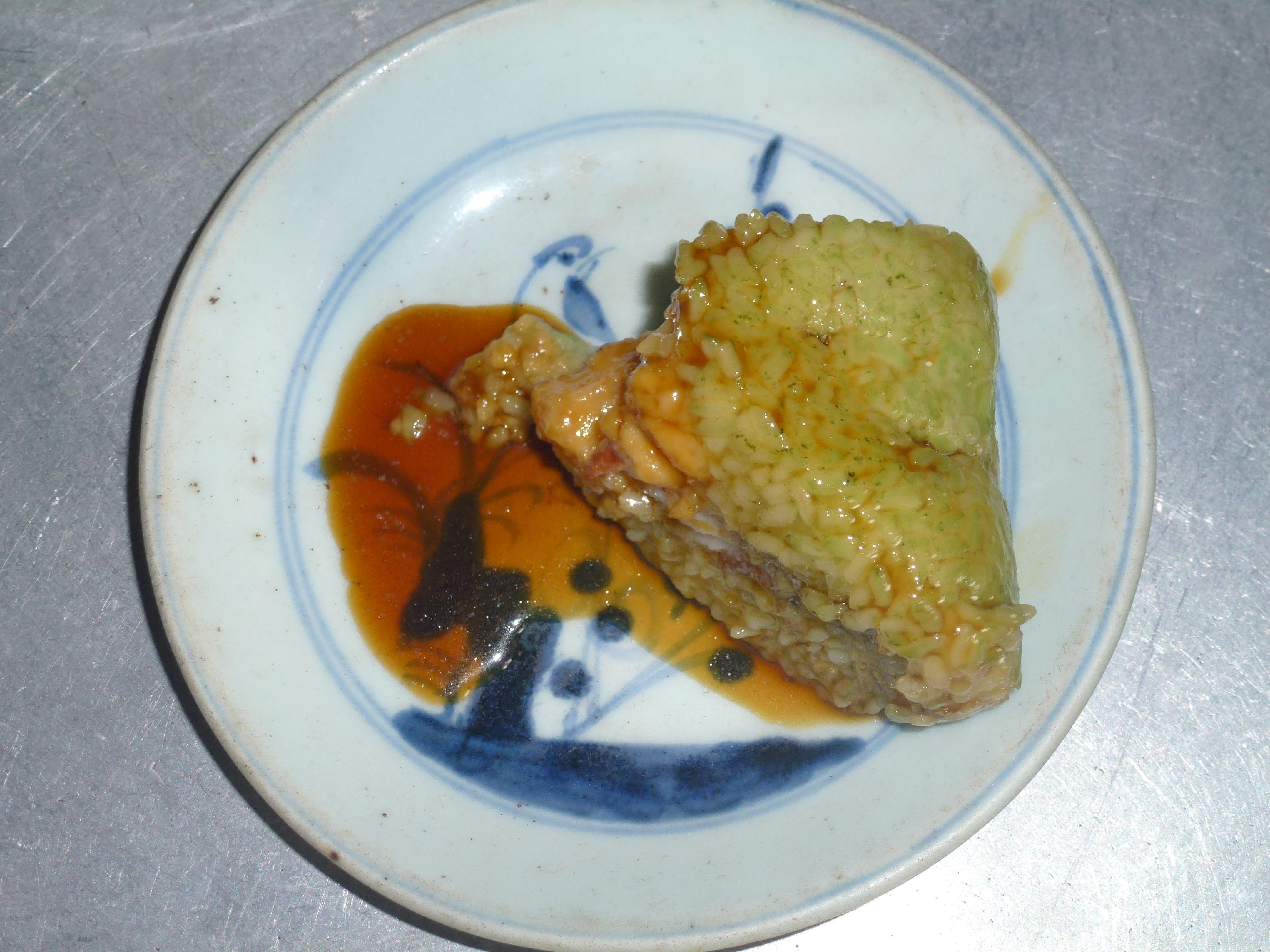
Bánh chưng chấm mật mía

Trên bàn thờ ngày tết không thể thiếu bánh chưng và bánh giầy được bày theo cặp. Nhiều người cầu kỳ còn bóc bỏ lớp lá bên ngoài của bánh và gói lại bằng lá tươi mới, sau đó buộc lạt màu đỏ trước khi đặt lên bàn thờ.
Bánh chưng vuông thường được cắt chéo bằng chính lạt gói bánh đó. Cách cắt bánh vuông như vậy giúp cho mỗi miếng bánh đều có nhân đều nhau. Ngoài ra cũng thường thấy cách cắt bánh chưng vuông theo phương ngang và khi đó các miếng bánh ở giữa sẽ nhiều nhân hơn. Bánh chưng dài thường cắt lát ngang, gọi là "đồng bánh".
Bánh chưng thường được ăn cùng với dưa hành, nước mắm, xì dầu rắc chút bột tiêu. Ra sau tết, bánh có thể bị lại gạo, bị cứng, khi đó người ta thường đem rán vàng trong chảo mỡ và ăn kèm với dưa góp.
Bánh chưng cũng có thể được chấm với mật mía, đặc biệt ở một số tỉnh Bắc Trung Bộ như Thanh Hóa, Nghệ An, Hà Tĩnh.
Đồng dao Việt Nam có câu:
"...Lấy đôi đũa đỏ
Cho thầy gãi lưng.
Bóc đồng bánh chưng
Cho thầy chấm mật..."

## Bánh chưng dài

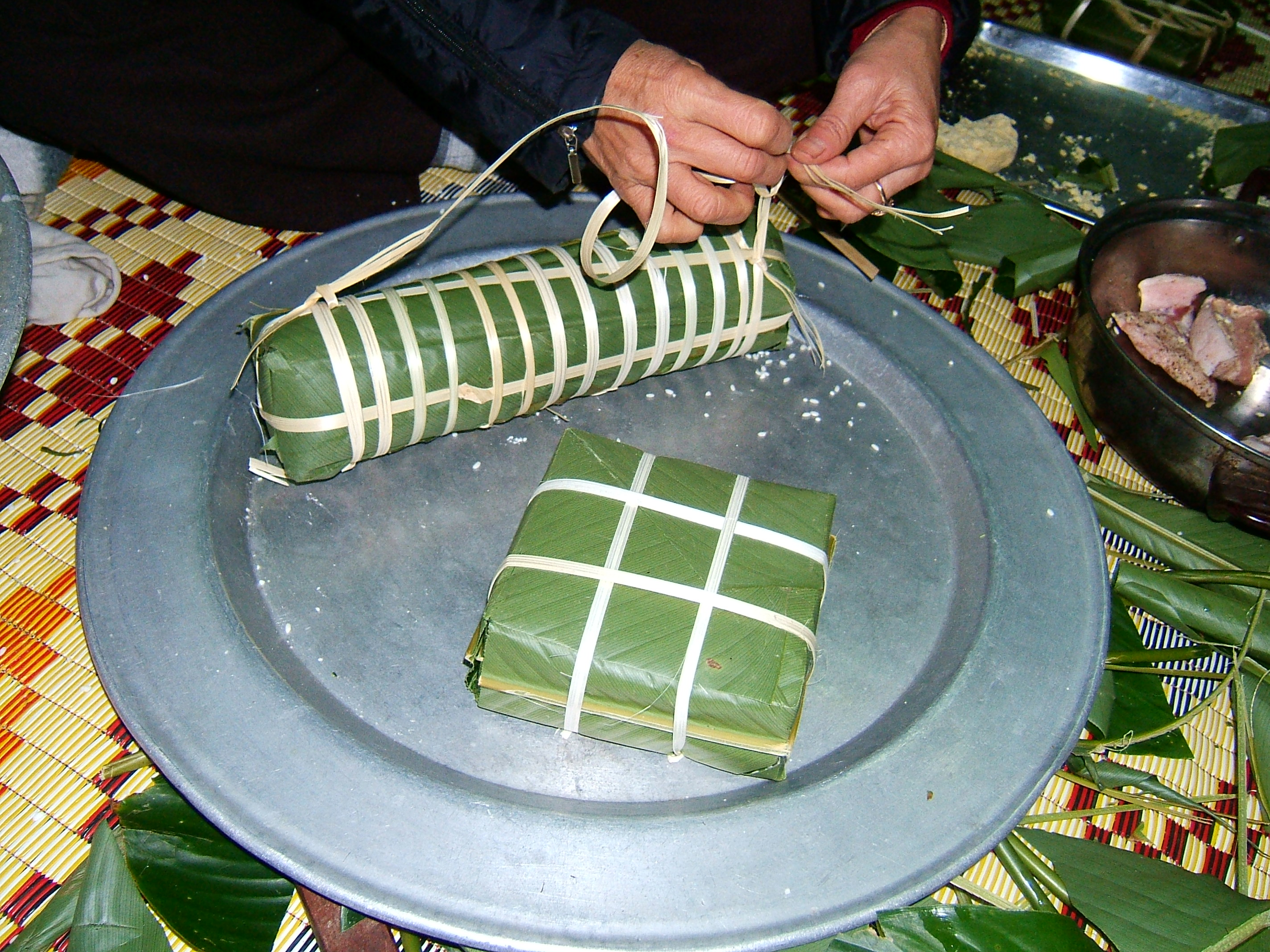
Một chiếc bánh chưng vuông và một chiếc bánh chưng tày vừa được gói

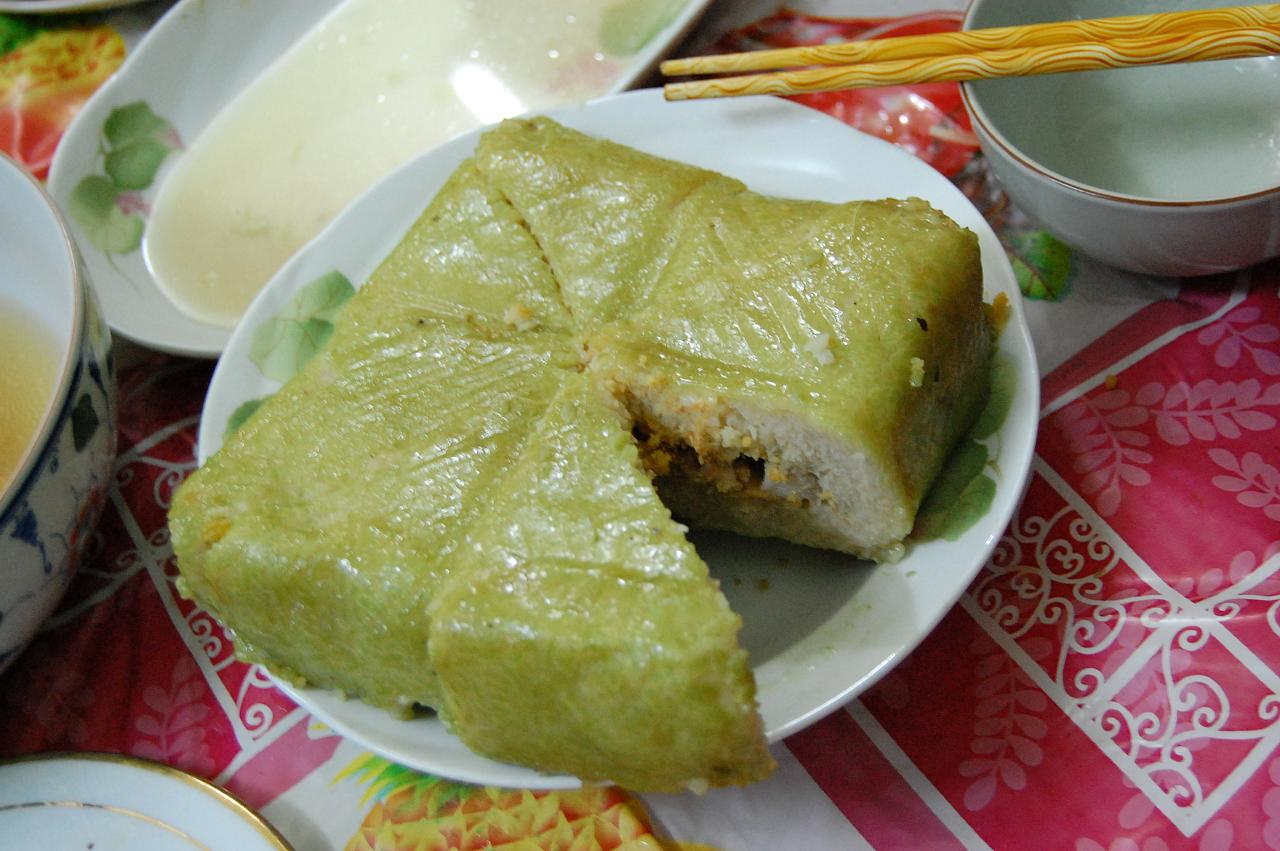
Bánh chưng vuông đã được bóc lá xắt miếng chéo

Các vùng trung du và miền núi phía Bắc, trong đó có Phú Thọ, Vĩnh Phúc, Bắc Ninh, Bắc Giang, Hà Tây không thịnh hành gói bánh chưng hình vuông mà chủ yếu bánh chưng hình vuông chỉ dùng trong cúng lễ, phong tục địa phương chủ yếu gói và ăn dạng tròn dài, gọi là "bánh chưng dài", hay "bánh tày". Bánh tày còn là loại bánh Tết ở được sử dụng chủ yếu ở trung du và tại nhiều vùng dân tộc thiểu số miền Bắc Việt Nam. (Xem bài bánh tét)
Bánh chưng dài thường được gói với rất ít đỗ (đậu xanh), và rất ít hoặc không có thịt, mục đích để dành ăn lâu dài vào những ngày sau tết, xắt thành từng lát bánh rán vàng giòn hơn và ăn ngon hơn. Bánh chưng dài có thể lá chít thay cho lá dong, với 2 đến 4 lá xếp theo chiều dọc, rải gạo, đỗ theo chiều của lá và quấn bằng lạt giang đã được nối bằng phương thức đặc biệt để bó chặt chiếc bánh và dễ bóc, dễ bảo quản có thể lên tới 3 tháng.
Cũng thường thấy một kiểu bánh chưng khác, bánh chưng ngọt, không sử dụng thịt trong nhân bánh, đường trắng được trộn đều vào gạo và đỗ. Một số vùng khi thực hiện bánh chưng ngọt còn trộn gạo với gấc, cho màu đỏ đẹp. Khi gói bánh chưng ngọt thường người ta không quay mặt xanh của lá dong vào trong.
Bánh tét ở miền Nam cũng được gói thành đòn dài với nguyên liệu tương tự như bánh chưng nhưng được gói bằng lá chuối.

## Một số loại bánh chưng

### Bánh chưng Nghệ An
Tại Nghệ An có bánh chưng Vĩnh Hòa được gói thành từng cặp hai chiếc một, từng cái có hình kim tự tháp cụt chứ không vuông vức như bánh chưng thông thường.

### Bánh chưng ngũ sắc
Là loại bánh chưng có 5 màu được cho là tượng trưng cho ngũ hành: Kim - Thủy - Mộc - Hỏa - Thổ. Gạo màu xanh sử dụng từ nước của lá riềng xay, màu vàng từ nghệ tươi, màu đỏ của gấc, màu tím từ nếp cẩm hoặc màu nước lá cẩm. Khi gói bánh, người gói bánh dùng lá ngắn từng loại gạo ra 5 góc trên khuôn gói bánh. Khi đã đổ gạo vào từng vị trí và lèn chặt, người ta rút các lá tạm ngăn ra và gói kín lại. Ngoài màu sắc hấp dẫn thì bánh chưng ngũ sắc còn có mùi vị rất thơm. 5 màu là 5 vị khác nhau, hòa quyện vào nhau nên rất dễ ăn, không bị ngấy.

### Bánh chưng gấc
Bánh chưng gấc có phần nếp màu đỏ, thơm ngậy vị gấc. Gạo làm bánh chưng được trộn với ruột gấc giống như chuẩn bị gạo đồ xôi gấc. Cách gói bánh giống như gói bánh chưng thường tuy nhiên thường không quay mặt lá dong màu xanh vào trong để tránh làm bánh bị lẫn mau. Làng Tranh Khúc, Thanh Trì, Hà Nội có nghề truyền thống làm loại bánh chưng này.

### Bánh chưng cốm
Nguyên liệu để làm bánh chưng cốm là cốm khô cùng với gạo nếp ngâm với lá thơm tạo màu xanh cũng như mùi thơm đặc trưng. Nhân bánh chưng cốm thường là nhân ngọt, đỗ xanh được nấu giống chè kho, cũng có thêm thịt nạc bên trong. Khi được cắt ra, bánh chưng cốm cũng có 5 màu sắc: Màu vàng ngà của nhân đậu xanh, màu đỏ hồng của thịt lợn ninh nhừ, màu trắng thấp thoáng của nếp dẻo, màu xanh vàng của lá dong hay lá chuối, màu xanh ngọc của cốm. Bánh rất ngon, bùi và thơm hương cốm.

### Bánh chưng cẩm

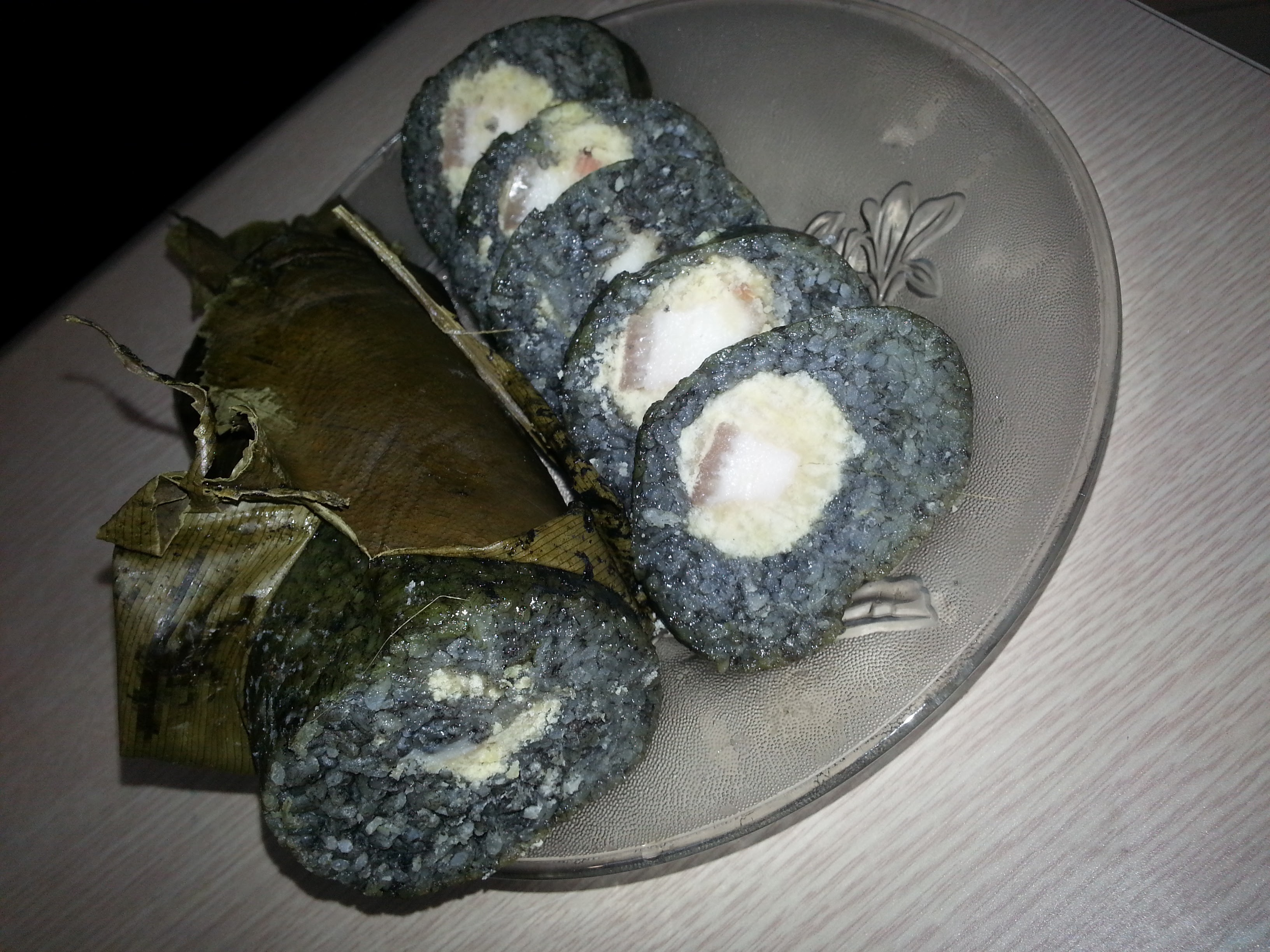
Bánh chưng đen (với màu đen được làm từ tro rơm nếp) của người Dao, Việt Nam

Bánh chưng cẩm (hay còn gọi là bánh chưng đen) là món bánh chưng truyền thống của một số dân tộc ở vùng núi phía Bắc Việt Nam như người Tày, người Thái, người Dao. Nguyên liệu làm bánh mang đậm hương vị vùng cao: những cọng rơm nếp to, mọng, vàng được gặt về rửa sạch, sau đó phơi khô và đem đốt thành tro, vò mịn, dùng miếng vải xô rây lấy phần mịn nhất của tro. Gạo nếp sau khi được vo sạch sẽ được trộn cùng với tro mịn từ gốc rơm, dạ sao cho những hạt nếp tròn mây mẩy được bao bọc bởi màu đen của tro. Nhân của món bánh này được người Tày trộn thêm cả hành vào nhân thịt mỡ cùng với hạt tiêu vỡ bọc ngoài là đậu xanh. Lá để gói bánh chưng cẩm là những chiếc lá dong rừng bánh tẻ khổ nhỏ có màu xanh đậm.

### Bánh chưng nhân thịt gà, cá
Ngoài việc bánh chưng gói với nhân thịt lợn, người ta cũng thay thế bằng thịt gà hoặc cá hồi. Cá hồi làm nhân bánh cắt miếng bằng bàn tay, được ướp qua gia vị và hạt tiêu. Bánh luộc trong 12 tiếng theo tiêu chuẩn bánh chưng truyền thống. Mỗi chiếc bánh có trọng lượng khoảng 800 gram.

### Bánh chưng nhân thập cẩm
Đây là dạng bánh chưng phổ biến ở miền Nam. Nhân bánh gồm đậu xanh, thịt ba rọi, tôm khô, hạt điều, mỡ phần và trứng muối.

### Bánh chưng 5-Thứ
Bánh chưng 5-Thứ không phải là loại bánh chưng làm bằng 5 thứ vật liệu hay đại diện cho 5 thứ vật chất mà là đại diện cho 5 thứ ngày trong tuần gồm thứ hai, thứ ba, thứ tư, thứ năm, và thứ sáu. Đây là loại bánh chưng kiểu Việt Nam nhưng lại ra đời tại thành phố Winnipeg thuộc tỉnh bang Manitoba, Canada với sứ mạng truyền bá về văn hóa Việt Nam ra với thế giới. Tên tiếng Anh của bánh chưng 5-Thứ là 5-Days Chung.

### Một số loại bánh chưng khác
Một số địa phương nổi tiếng với bánh chưng được nhiều người biết đến như: bánh chưng Tranh Khúc (Hà Nội), bánh chưng Bờ Đậu (Thái Nguyên), bánh chưng Bà Thìn (Nam Định), bánh chưng làng Đầm (Hà Nam), bánh chưng Chợ Đầu (Hưng Yên), bánh chưng Thủy Đường (Hải Phòng), bánh chưng Đại An Khê (Quảng Trị), bánh chưng Cầu Báng (Thái Bình), bánh chưng Lỗ Khê (Hà Nội)... Ngoài ra còn nhiều loại khác như bánh chưng đen Bắc Sơn (Lạng Sơn), bánh chưng đường ở vùng Kiến Xương, Tiền Hải (Thái Bình)...

## Kỷ lục về bánh chưng
Chiếc bánh chưng làm tại làng nghề bánh chưng truyền thống Làng Ước Lễ, huyện Thanh Oai, Hà Nội nhân dịp Tết Nguyên đán Nhâm Ngọ (2002) đã được Sách Kỷ lục Guinness công nhận là chiếc bánh chưng lớn nhất thế giới. Bánh nặng 1,4 tấn do 50 nghệ nhân làng Ước Lễ làm ra từ 330 kg gạo nếp, 100 kg đậu xanh, 100 kg thịt lợn, gói bằng 1.500 chiếc lá dong và nấu trong một nồi thép cao trên 2 m trong hơn 72 giờ.

## Bánh chưng trong thơ văn
Trong câu đối phổ biến về sản vật ngày Tết, người ta thấy sự có mặt của bánh chưng như một giá trị vật chất và tinh thần không thể thiếu trong dân tộc Việt Nam:
Thịt mỡ, dưa hành, câu đối đỏ
Cây nêu, tràng pháo, bánh chưng xanh. 
Viết về loài bánh ngon này, nhà thơ Trần Thịnh đã chắp bút viết bài thơ "Tấm bánh thần kỳ". Bài thơ này viết về Sự tích Bánh chưng – bánh giầy. Hai loại bánh này được chàng trai tên là Lang Liêu – con của Vua Hùng thứ 6 – làm ra khi được một vị thần mách bảo khi chàng nằm mộng lúc đang ngủ. Và kể từ đó, bánh chưng và bánh giầy (ngày nay là bánh tét) vẫn được lưu truyền cho đến bây giờ và thưòng được sử dụng trong mỗi độ Tết đến Xuân về.
Nội dung bài thơ như sau:
Lang Liêu gói ghém gọn gàng
Lá dong xanh buộc lạt giang nhuộm hồng
Vua Hùng nâng bánh bằng lòng
Vuông tròn trời đất càng trông càng mừng
Bóc ra thêm những lạ lùng
Nếp thơm đỗ mịn nhưng chung thịt hành
Thần dân cũng nếm ngon lành
Xưa nay ai dễ đạt thành thế đâu
Vua truyền giữ lại mai sau
Cháu con đi tiếp nhịp cầu ông cha
Lộc xuân chia khắp mọi nhà
Muôn đời không hết đậm đà thơm ngon
Cánh đồng lúa mới xanh rờn
Bánh chưng, bánh tét vẫn còn đến nay
Lang Liêu một thoáng về đây
Bàn tay nhân ái, bàn tay thần kỳ.